# Duroa
Duroa (Du Roa, Dullah Laut) ist eine der indonesischen Kei-Inseln.

## Geographie
Duroa liegt nördlich der Hauptinseln der Gruppe Kei Dullah und Kei Kecil. Südlich vorgelagert ist das Eiland Moanumayanat. Duroa gehört zum Distrikt (Kecamatan) Pulau Dullah Utara des Regierungsbezirks (Kabupaten) der Südostmolukken (Maluku Tenggara). Dieser gehört zur indonesischen Provinz Maluku.